# Šentjernej
Šentjernej je gručasto naselje, središče istoimenske občine v jugovzhodni Sloveniji, ki stoji ob glavni cesti med Novim mestom in Kostanjevico na Krki na zahodnem delu Krške kotline.
Od druge polovice 20. stoletja se opazno urbanizira, do takrat pa je imel izrazito kmečki značaj. V trškem jedru so ohranjene stavbe s kvalitetnimi fasadami iz 19. stoletja in cerkev sv. Jerneja, prvič omenjena leta 1249. V njeni baročni dvorani so še vidni ostanki starejših cerkva.
Glavne dejavnosti so nekoč bile poljedelstvo, vinogradništvo in živinoreja, znan je bil predvsem po konjereji, ki ostaja pomembna še danes. Odraža se tudi v tradiciji konjskih dirk. Hipodrom stoji južno od naselja, južno od njega je še zaselek Grbe. Pomembnejši tradicionalni dejavnosti sta še lončarstvo in sejmarstvo, ki pa sta večjidel že usahnili.
Šentjernej intenzivneje raste od 1950. let, ko sta bila tu postavljena obrat tovarne Iskra in Mizarskega podjetja Podgorje. Je gospodarsko in kulturno središče širšega območja Podgorja. Poselitev se širi predvsem ob glavni cesti in krakih, ki s križišča vodita proti Dobravi ter Šmarju. V kraju je dve leti kot duhovnik služboval Primož Trubar, po katerem je poimenovan kulturni center, odprt leta 2009. V njem so poleg več dvoran za prireditve prostori različnih društev in podružnice Knjižnice Mirana Jarca Novo mesto. Od leta 1994 v naselju obratuje tovarna orožja, streliva in osebne zaščitne opreme za vojsko Arex Defence, ki je nastalo iz Iskrine orodjarske divizije.